# Hippói zsinat
A hippói zsinat az i.sz. 393-ban tartott ókeresztény egyházi zsinat, amelynek az észak-afrikai Hippo Regius adott otthont. 
A 393-as zsinat leginkább két eseményről ismert. Az első, hogy a püspökök tanácsa először sorolta fel és hagyta jóvá a keresztény bibliai kánont, amely meghatározta, hogy mely írásokból álljon össze a Biblia. Ez az összeállítás megfelel a modern katolikus kánonnak de eltér az ortodox kánontól. 
A zsinaton jóváhagyott kánonlistán hat könyv szerepelt, amelyeket a katolikusok később deuterokanonikus könyveknek, a protestánsok pedig apokrif iratoknak minősítettek; de már tartalmazta – „Ezra két könyve” formájában – az ólatin formájú Ezra első és második könyvét, melyből csak az utóbbi található meg a katolikus kánonban.
A kanonizált könyvek listáját a III. karthágói zsinaton hagyták jóvá 397-ben, függővé téve a "tengeren túli egyház", vagyis a Római Szentszék ratifikációjától. Az ezt megelőző zsinatok és tanácsok hasonló, de kissé eltérő kánonokat hagytak jóvá.
A zsinat megerősítette a papi önmegtartóztatás követelményének apostoli eredetét, és megerősítette azt, mint követelményt az összes felszentelt számára. Emellett megkövetelte, hogy egy személy háztartásának minden tagjának kereszténynek kell lennie, mielőtt az illetőt felszentelhetik. 
A zsinaton tisztázták a klerikális utódlásra vonatkozó szabályokat, valamint bizonyos liturgikus megfontolásokat is. 

## A kanonizált könyvek
…